# Cryptolepis hypoglauca
Cryptolepis hypoglauca är en oleanderväxtart som beskrevs av Karl Moritz Schumann och Adolf Engler. Cryptolepis hypoglauca ingår i släktet Cryptolepis och familjen oleanderväxter. Inga underarter finns listade i Catalogue of Life.